# John Love (Theologe)

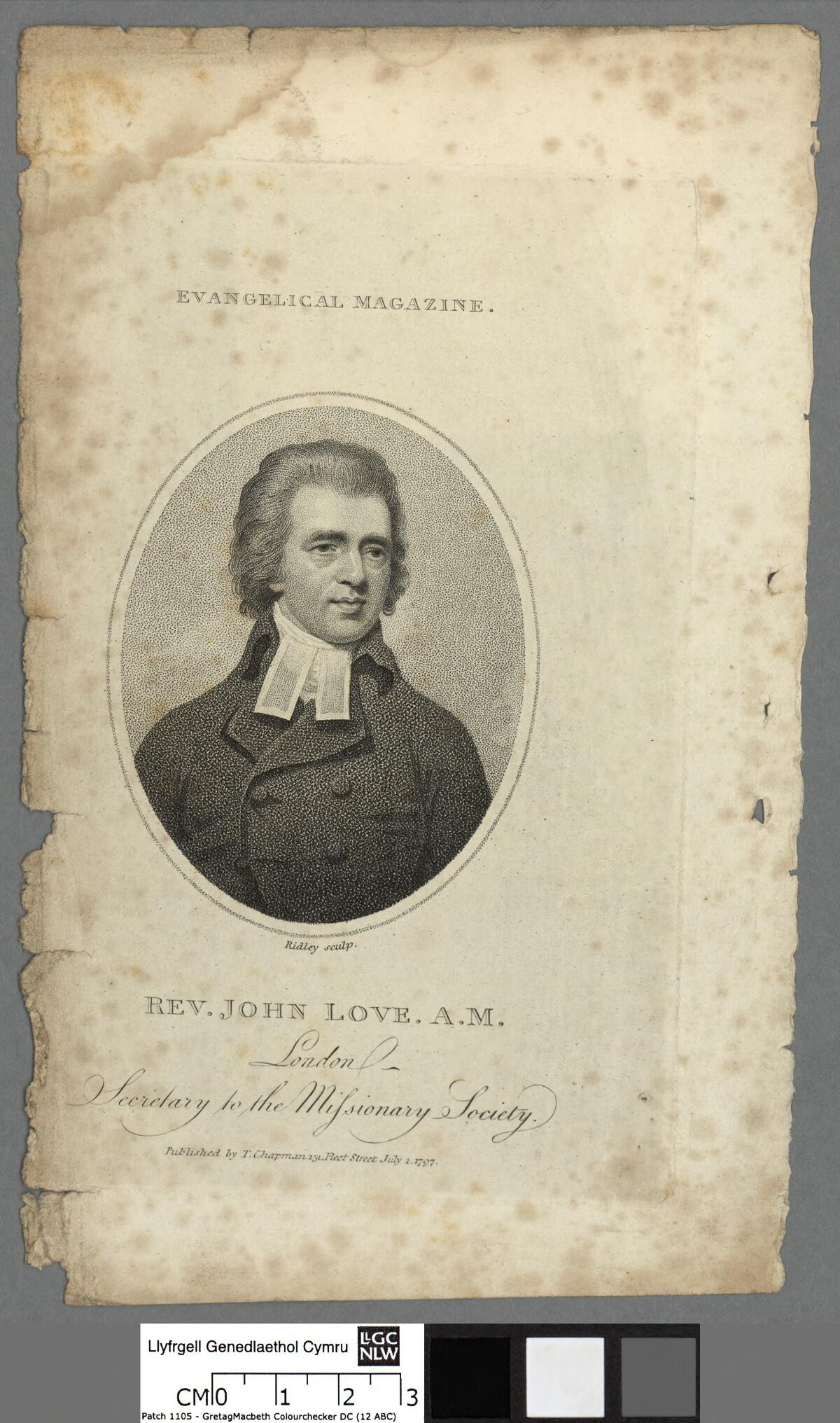
Bildnis von John Love (Kupferstich von 1797)

John Love (* 4. Juni 1757 in Paisley; † 17. Dezember 1825) war ein schottischer Theologe der Church of Scotland und Förderer der Incehra-Missionsstation in der Kapkolonie. Zwei bedeutende Missionsgesellschaften wurden unter seiner Mitwirkung gegründet.

## Leben
Die Schulzeit verbrachte John Love in seiner Geburtsstadt. Im Verlauf seines weiteren Bildungsweges erwarb er einen Master an der University of Glasgow. Seinen Doktor of Divinity erhielt John Love 1816 von der University of Aberdeen.
Love wirkte von 1788 bis 1800 als Geistlicher der Presbyterian Church im Londoner Stadtteil Spitalfields. Nach diesem Amt war er bis zu seinem Tod Geistlicher der Church of Scotland im Stadtteil Anderston von Glasgow. Als am 21. September 1795 die London Missionary Society entstand, wirkte John Love als ein Sekretär an deren Spitze.
Bis zu seinem Tod war John Love Präsident der Glasgow Society for Foreign Missions, zu deren Gründungsmitgliedern er auch gehört hatte. Vertreter dieser Missionsgesellschaft bauten in der östlichen Kapkolonie im Vorland der Amathole-Berge seit 1824 eine berufliche und gymnasiale Schuleinrichtung für Schwarze und Weiße auf, die jedoch erst 1841 ihren Lehrbetrieb begann. Love gehörte zu den Förderern dieses Projektes. Von hier kam der erste schwarze südafrikanische Student an der University of Glasgow, der an dieser Hochschule 1851 immatrikuliert wurde.
Ein Jahr nach seinem Tod wurde die Incehra-Missionsstation, an einem Nebenfluss des Tyhume River gelegen, in Gedenken um seine Verdienste umbenannt. Seit 1826 hieß sie Lovedale Mission Station. Die spätere, 1841 eröffnete Ausbildungsstätte für Schwarze der Glasgow Missionary Society, nannten die Missionare Lovedale Missionary Institute.

## Werke
- Benevolence inspired and exalted by the presence of Jesus Christ. A sermon preached at Salters-Hall, April 9th, 1794, before the Corresponding Board in London of the Society in Scotland ... for Propagating Religious Knowledge in the Highlands and Islands. London 1794[5]
- The radical cause of national calamity. A sermon, preached at the Scots Church, Crown-Court, Russel-Street, Covent-Garden, October 27, 1794. London 1794[6]
- Addresses to the people of Otaheite: designed to assert the labour of missionaries, and other instructors of the ignorant; to which is prefixed a short address to the members and friends of the Missionary Society in London / by John Love, Minister of the Scots Presbyterian Congregration, Artillery Lane, Bishopsgate Street, and Secretary to the Mission Society. London 1796[7]
- Sermon the second. Christianity and modern Judaism discriminated; or, a view of the leading differences of sentiment between Christians and Jews: ... London, 1798[8]